# Gynochthodes mindanaensis
Gynochthodes mindanaensis är en måreväxtart som beskrevs av Elmer Drew Merrill. Gynochthodes mindanaensis ingår i släktet Gynochthodes och familjen måreväxter. Inga underarter finns listade i Catalogue of Life.